# Cevahir Turan
Cevahir Turan Yıldız (* 5. Juni 1988 in Istanbul) ist eine türkische Schauspielerin.

## Leben und Karriere
Turan wurde am 5. Juni 1988 in Istanbul geboren. Sie absolvierte ihre Schul- und Universitätsausbildung in den Niederlanden und erwarb einen Abschluss in Ökonomie.  Nach ihrem Abschluss kehrte sie nach Istanbul zurück und setzte ihre Ausbildung am İstanbul Üniversitesi Devlet Konservatuarı fort. Sie spricht fließend Türkisch, Englisch, Niederländisch und Deutsch. Seit 2018 ist sie mit Arman Yıldız verheiratet.
Ihr Debüt gab sie 2012 in dem Kurzfilm Stil Verlangen. Von 2015 bis 2016 spielte sie in der Serie İnadına Aşk mit. Außerdem bekam sie 2019 in dem Film Araf 2 eine Hauptrolle. Im selben Jahr war sie in I Am You zu sehen. 2024 trat Turan in einer Folge in Mehmed: Fetihler Sultanı auf.

## Filmografie
Filme
- 2012: Stil Verlangen
- 2019: Araf 2
- 2019: I Am You

Serien
- 2014: Kızılelma
- 2015–2016: İnadına Aşk
- 2024: Mehmed: Fetihler Sultanı